# Festschrift
O termo alemão Festschrift (plural: Festschriften), no meio acadêmico, se refere a um livro que homenageia uma pessoa influente ou reconhecida, especialmente um pesquisador. Geralmente é lançado enquanto o homenageado é vivo. O termo pode ser traduzido como "livro de homenagem" ou "livro de celebração". Na França se usa o termo Mélanges. 
Um Festschrift contém contribuições inéditas de colegas do homenageado, podendo incluir seus ex-alunos. Geralmente é publicado na ocasião da aposentadoria do homenageado, ou quando ele completa certo tempo de carreira (trinta anos ou mais). O Festschrift pode ser qualquer tipo de publicação, como um livro pequeno ou mesmo uma obra com vários volumes. Quando o homenageado é um pesquisador respeitado e celebrado nacional ou internacionalmente, são feitos vários Festschriften, particularmente se o pesquisador atua em diferentes campos do conhecimento.
 
Na Alemanha, considera-se uma honra ser designado a preparar uma coleção. Se o pesquisador homenageado escolhe uma pessoa para fazer este trabalho, pode também significar que o escolhido é o seu sucessor por vocação.
A palavra tem sido difundida internacionalmente. Em inglês, por exemplo, a palavra já foi incorporada aos dicionários, de modo que a palavra não é mais escrita com o usual itálico que indica estrangeirismo, embora ainda mantenha a letra maiúscula inicial, típica da morfologia da palavra no alemão. O plural pode ser escrito de duas maneiras: "Festschriften" ou "Festschrifts". Entretanto, Festschriften é geralmente usado quando se trata de um título no plural, como "Ensaios em Honra de..." ou "Ensaios dedicados a..." 